# شهرک فرشته شمالی
شهرک فرشتهٔ شمالی یکی از شهرک‌های نوبنیاد شهر تبریز است که در حوزهٔ استحفاظی شهرداری منطقهٔ ۵ این شهر قرار گرفته‌است.